# Midnight Club (Computerspielreihe)
Midnight Club ist eine Rennspielreihe von Rockstar Games, die sich um illegale Straßenrennen bei Nacht dreht. Entwickler der Hauptteile war Rockstar San Diego, vor ihrer Übernahme durch Rockstar Games unter dem Namen Angel Studios. Ableger für mobile Spielekonsolen wurden von Rebellion Developments und den Rockstar Studios in Leeds und London entwickelt. Der erste Teil mit dem Titel Midnight Club: Street Racing erschien 2000, zuletzt kam 2008 der vierte Teil Midnight Club: Los Angeles heraus.

## Spiele
| Jahr | Titel                        | Entwickler             | Plattformen                  | Metascore                              |
| ---- | ---------------------------- | ---------------------- | ---------------------------- | -------------------------------------- |
| 2000 | Midnight Club: Street Racing | Angel Studios          | PlayStation 2                | 78/100                                 |
| 2001 | Midnight Club: Street Racing | Rebellion Developments | Game Boy Advance             | 50/100                                 |
| 2003 | Midnight Club II             | Rockstar San Diego     | PlayStation 2, Xbox, Windows | 85/100 (PS2) 86/100 (Xbox) 81/100 (PC) |
| 2005 | Midnight Club 3: DUB Edition | Rockstar San Diego     | PlayStation 2, Xbox          | 84/100                                 |
| 2005 | Midnight Club 3: DUB Edition | Rockstar Leeds         | PlayStation Portable         | 74/100                                 |
| 2008 | Midnight Club: Los Angeles   | Rockstar San Diego     | PlayStation 3, Xbox 360      | 82/100 (PS3) 81/100 (Xbox 360)         |
| 2008 | Midnight Club: L.A. Remix    | Rockstar London        | PlayStation Portable         | 79/100                                 |

## Spielprinzip und Setting
Schauplatz des ersten Teils sind New York City und London. In Teil 2 geht es nach Los Angeles, Paris und Tokio. In Midnight Club 3 gibt es die Städte San Diego, Atlanta und Detroit. Der Remix bringt außerdem noch Tokio hinzu. Midnight Club: Los Angeles spielt wie der Titel schon sagt wieder in Los Angeles, wobei die PlayStation-Portable-Version mit dem Titel Midnight Club: L.A. Remix neben L.A. auch Tokio enthält.
In den Spielen geht es um Straßenrennen bei Nacht, wobei Midnight Club: Los Angeles auch über einen Tag-Nacht-Zyklus und Rennen bei Tag verfügt. Bei den Rennen geht es üblicherweise darum, möglichst schnell mehrere Checkpoints zu passieren. Im Unterschied zu anderen Rennspielen wie der Need-for-Speed-Reihe können die Checkpoints teilweise in beliebiger Reihenfolge durchfahren werden. Die Spiele finden in offenen Spielwelten statt und ähneln der Rennspielreihe Midtown Madness, deren ersten beiden Teile ebenfalls von den Angel Studios entwickelt wurden.